# RAF Alconbury

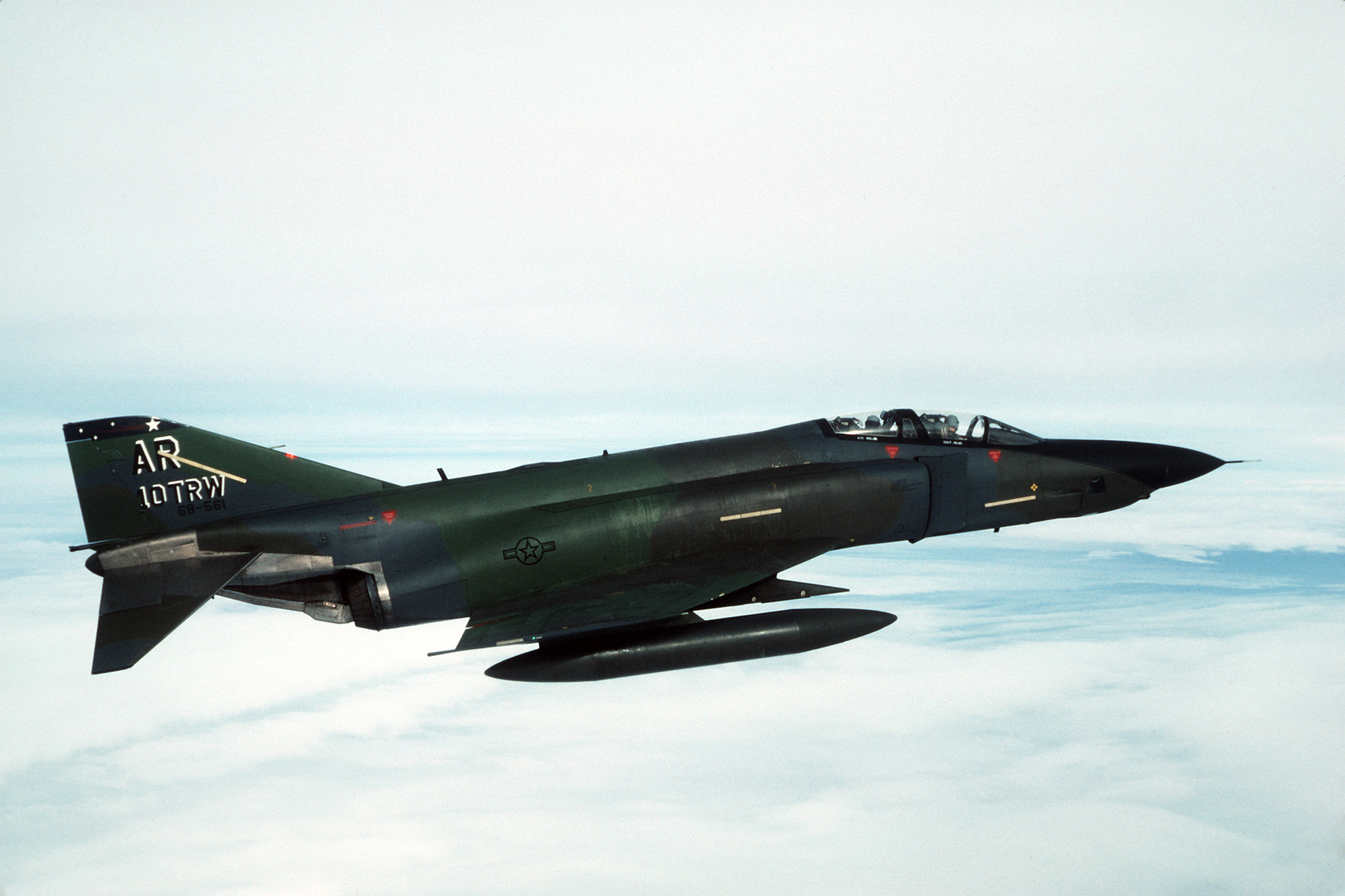
RF-4C du TRW de RAF Alconbury en 1987.

RAF Alconbury est une base aérienne de la Royal Air Force utilisé par l'United States Air Force située à Alconbury dans le Cambridgeshire en Angleterre.

## Unités subordonnées
Unités basées au RAF Alconbury.
United States Air Force : 
United States Air Forces in Europe (USAFE)
- 501st Combat Support Wing
  - Quartier Général du 501st Combat Support Wing
  - 423rd Air Base Group (en)
    - 423rd Civil Engineer Squadron
    - 423rd Communications Squadron
    - 423rd Force Support Squadron
    - 423rd Medical Squadron
    - 423rd Security Forces Squadron